# دومنیکو پائوللا
دومنیکو پائوللا (ایتالیایی: Domenico Paolella؛ ‏ ۱۸ اکتبر ۱۹۱۵ – ۷ اکتبر ۲۰۰۲) فیلم‌نامه‌نویس، کارگردان فیلم و روزنامه‌نگار اهل ایتالیا بود.
از فیلم‌های او می‌توان به اعدام و درندگان اشاره کرد.